# Cycloramphus faustoi
Cycloramphus faustoi är en groddjursart som beskrevs av Brasileiro, Haddad, Sawaya och Sazima 2007. Cycloramphus faustoi ingår i släktet Cycloramphus och familjen Cycloramphidae. IUCN kategoriserar arten globalt som akut hotad. Inga underarter finns listade i Catalogue of Life.